# Lathrobium elongatum
Lathrobium elongatum är en skalbaggsart som först beskrevs av Carl von Linné 1767.  Lathrobium elongatum ingår i släktet Lathrobium, och familjen kortvingar. Arten är reproducerande i Sverige.